# Alternanthera pubiflora
Alternanthera pubiflora là loài thực vật có hoa thuộc họ Dền. Loài này được (Benth.) Kuntze mô tả khoa học đầu tiên năm 1891.